# HD 74156 c
HD 74156 c는 바다뱀자리 방향으로 지구로부터 210.6광년 떨어진 HD 74156 주위를 돌고 있는 외계 행성이다. 이 행성의 최소 질량은 적어도 목성의 8배는 될 것으로 보이며 따라서 충분히 가스 행성으로 부를 수 있지만, 함께 발견된 형제 행성 HD 74156 b보다 덩치는 작을 것이다. 그 이유는 b는 항성에 가까이 붙어 있어 대기가 부풀어 올라 있으나, c는 멀리 떨어져 있어 대기가 들뜨지 않고 차게 식어 있기 때문이다. c의 궤도는 타원형을 그리고 있는데 궤도 전체는 항성의 생명체 거주가능 영역 안에 있다. 그러나 행성 자체는 별을 돌면서 극심한 온도 변화를 겪을 것이다. 2001년 4월 4일 마이클 메이어, Dominique Naef가 HD 74156 b와 함께 발견 사실을 발표했다.

## 같이 보기
- HD 74156 b
- HD 74156 d

## 참고 문헌
- (영어) Naef;  외. (2004). “The ELODIE survey for northern extra-solar planets III. Three planetary candidates detected with ELODIE”. 《Astronomy and Astrophysics》 414 (1): 351–359. doi:10.1051/0004-6361:20034091.